# Nicolás Stefanelli
Nicolás Marcelo Stefanelli (ur. 22 listopada 1994 w Quilmes) – argentyński piłkarz pochodzenia włoskiego występujący na pozycji napastnika lub skrzydłowego, od 2024 roku zawodnik węgierskiego Fehérváru.